# Championnats d'Europe de beach-volley 2017
Navigation
Bienne 2016 Pays-Bas 2018
Les Championnats d'Europe de beach-volley 2017, vingt-cinquième édition des Championnats d'Europe de beach-volley, ont lieu du 16 au 20 août 2017 à Jurmala, en Lettonie.
Le tournoi masculin est remporté par les tenants du titre italiens Paolo Nicolai et Daniele Lupo. Le tournoi féminin se conclut sur la victoire des Allemandes Nadja Glenzke et Julia Großner.

## Médaillés
| Épreuve   | Or                                    | Argent                                                 | Bronze                                     |
| --------- | ------------------------------------- | ------------------------------------------------------ | ------------------------------------------ |
| Messieurs | Italie Paolo Nicolai Daniele Lupo     | Lettonie Aleksandrs Samoilovs Jānis Šmēdiņš            | Pays-Bas Alexander Brouwer Robert Meeuwsen |
| Dames     | Allemagne Nadja Glenzke Julia Großner | République tchèque Kristýna Kolocová Michala Kvapilová | Allemagne Chantal Laboureur Julia Sude     |